# Antonio Trivulzio (1457-1508)
No se debe confundir con el cardenal Antonio Trivulzio  (1514–1559), hijo de su sobrino nieto.
Antonio Trivulzio (Milán, 18 de enero de 1457 - Roma, 18 de marzo de 1508) fue un eclesiástico italiano. 

## Biografía
Nacido en el seno de la ilustre familia de los Trivulzio, fue hijo de Pietro Trivulzio, a quien el duque Francesco Sforza había nombrado consejero y señor de Trivulzio Lodigiano, y de Laura Bossi. Antonio tuvo varios hermanos: Elisabetta, que casó con Francesco Landriani; Luigi, que fue condottiero al servicio de Ludovico el Moro y Sixto IV; Francesco, que entró en los franciscanos; Giovanni, consejero del duque de Milán; Giulia, que casó con Giovan Pietro Homate; y Teodoro, que llegó a mariscal de Francia.  
Doctorado en leyes y profeso en los Hermanos Hospitalarios de San Antonio, fue consejero del duque Gian Galeazzo Sforza, embajador del Ducado de Milán en Venecia y en Parma, protonotario apostólico, obispo de Como desde 1487 y auditor del Tribunal de la Rota en Roma.
Alejandro VI le creó cardenal en el consistorio de septiembre de 1500, concediéndole el título de Santa Anastasia, que posteriormente cambió por el de San Esteban en Monte Celio.  Participó en el cónclave de septiembre de 1503 en que fue elegido papa Pío III y en el de octubre del mismo año en que lo fue Julio II, y fue camarlengo del Colegio Cardenalicio en 1505. 
Fallecido en Roma en 1508 a los 51 años de edad, recibió sepultura en la Basílica de Santa María del Popolo.